# Lymnastis scaritides
Lymnastis scaritides is een keversoort uit de familie van de loopkevers (Carabidae). De wetenschappelijke naam van de soort is voor het eerst geldig gepubliceerd in 1965 door Bruneau De Mire.